# Dactylorhiza rombucina
Dactylorhiza rombucina är en orkidéart som först beskrevs av Raffaele Ciferri och Valerio Giacomini, och fick sitt nu gällande namn av Károly Rezsö Soó von Bere. Dactylorhiza rombucina ingår i Handnyckelsläktet som ingår i familjen orkidéer. Inga underarter finns listade i Catalogue of Life.